# Plum Grove (Teksas)
Plum Grove – miasto w Stanach Zjednoczonych, w stanie Teksas, w hrabstwie Liberty.